# Кевін Тодд
Кевін Тодд (англ. Kevin Todd; 4 травня 1968, м. Вінніпег, Канада) — канадський хокеїст, центральний нападник.
Виступав за «Прінс-Альберт Рейдерс» (ЗХЛ), «Нью-Джерсі Девілс», «Ютіка Девілс» (АХЛ), «Кейп-Бретон Ойлерс» (АХЛ), «Едмонтон Ойлерс», «Чикаго Блекгокс», «Лос-Анджелес Кінгс», «Анагайм Дакс», «Лонг-Біч Айс-Догс» (ІХЛ), ХК «Цуг».
В чемпіонатах НХЛ — 383 матчі (70+133), у турнірах Кубка Стенлі — 12 матчів (3+2). У чемпіонатах Швейцарії — 40 матчів (9+41), у плеф-оф — 5 матчів (0+2). 
Нагорода
- Нагорода Леса Каннінгема (1991)
- Трофей Джона Б. Солленбергера (1991)